# Bathythrix longiceps
Bathythrix longiceps là một loài tò vò trong họ Ichneumonidae.